# Équipe cycliste VF Group-Bardiani CSF-Faizané
L'équipe cycliste VF Group-Bardiani CSF-Faizanè est une formation italo-irlandaise de cyclisme professionnel sur route. Créée en 1982 par Bruno Reverberi, elle a eu pour sponsors principaux Termolan, Santini, Selca, Italbonifica, Navigare, Scrigno, puis Panaria. Elle a le statut d'UCI ProTeam et participe donc aux épreuves des circuits continentaux, tout en pouvant profiter d’invitations sur des courses du World Tour.

## Histoire de l'équipe
L'équipe est fondée en 1982 sous le nom de Termolan. Elle court sous licence italienne jusqu'en 2005.
En 1985, l'équipe participe au tour de France sous le nom "Santini - Selle Italia - Conti Galli".
En 2010, elle change de nom et devient Colnago-CSF Inox. En 2013 la marque de cycles Cipollini prend la place de Colnago. Les coureurs de l'équipe disposent de deux types de cadres monocoques: le RB 1000 pour les rouleurs et le RB 800 pour les grimpeurs.

## Sponsors
Les principaux sponsors de l'équipe sont le fabricant de cycles Cipollini et le producteur de pompes, vannes, mélangeurs, raccords et accessoires CSF Inox. En 2013 le nouveau sponsor titre est la société italienne Bardiani Valvole qui donne son nom au team.

## Dopage
Peu avant le Tour d'Italie 2002, plusieurs coureurs de l'équipe Panaria sont liés à des affaires de dopage. Giuliano Figueras est suspendu avant le début du Tour d'Italie. Faat Zakirov fait l'objet d'un contrôle antidopage positif à la NESP (un dopant de la famille de l'EPO) avant le départ du Giro. Antonio Varriale, est arrêté en avril et assigné à résidence par la police judiciaire. Il est immédiatement suspendu par son équipe et la Fédération italienne à titre provisoire, sous l'accusation de recel, association de malfaiteurs et violation de la loi antidopage. Il reconnaîtra les faits par la suite. Filippo Perfetto, dernier du classement du Giro est également impliqué et exclut de la course. Nicola Chesini est quant à lui interpellé après l'arrivée de la 5e étape,. Un ancien policier, Armando Marzano, qui a été arrêté en mai 2002, a admis avoir fourni des produits interdits à trois coureurs de l'équipe, à savoir Nicola Chesini, Filippo Perfetto et Antonio Varriale.
En février 2007, le niveau d'hématocrite de Paride Grillo dépasse les 50 % avant le début de la première étape du Tour de Valence. Il n'est pas autorisé à prendre le départ et doit rester deux semaines sans courir.
Le 11 avril 2008, Maximiliano Richeze fait l'objet d'un contrôle antidopage positif à un anabolisant lors du Circuit de la Sarthe, annoncé en mai juste avant le départ du Tour d'Italie 2008. Suspendu pendant trois mois par son équipe, il est blanchi le 13 août par la fédération argentine, qui estime que le contrôle positif a été causé par un complément alimentaire périmé.
En mai 2008, Emanuele Sella, alors membre de l'équipe CSF Group Navigare, se révèle au plus haut niveau sur le Giro 2008. Distancé durant la 11e étape, où il perd plus d'un quart d'heure sur ses adversaires, il aborde les étapes les plus difficiles avec 24 minutes de retard sur Giovanni Visconti, et plus de 17 minutes sur Alberto Contador. Il profite de ce qu'il n'éveille pas la méfiance des favoris pour remporter trois étapes en haute montagne avec une aisance et une faculté de récupération déconcertantes. Il termine sixième du classement général avec seulement 4 min 34 s de retard sur Alberto Contador et remporte le maillot vert de meilleur grimpeur. Le 5 août 2008, l'agence Ansa dévoile que des traces de CERA (Continuous erythropoiesis receptor activator), dérivé de l'EPO avec effet retard, ont été détectées lors d'un contrôle « hors compétition » effectué le 23 juillet 2008. Le 8 août 2008, il avoue s'être dopé et est suspendu un an pour ce contrôle car il a collaboré avec les autorités.
En juin 2008, le coureur de l'équipe Claudio Bartoli, neveu du champion Michele Bartoli, est sanctionné pour son implication dans l'affaire Oil for Drugs, ayant utilisé, possédé et fourni des substances interdites et reçoit une suspension de six ans.
Le 12 novembre 2009, Matteo Priamo est licencié puis suspendu quatre ans pour avoir vendu une fiole d'EPO Cera à Emanuele Sella.
Lors du prologue de la Semaine cycliste lombarde, en avril 2010, Mattia Gavazzi fait l'objet d'un contrôle positif à la cocaïne. Le tribunal antidopage du Comité olympique national italien (CONI) lui inflige une suspension de six ans, puis la réduit à deux ans et demi en raison de sa coopération avec les enquêteurs du CONI.
Le 4 mai 2017, un jour avant le début du 100e Tour d'Italie, l'UCI annonce que Nicola Ruffoni et son coéquipier de l'équipe Bardiani-CSF Stefano Pirazzi, ont été contrôlés positifs à des « peptides libérateurs de l’hormone de croissance » lors d'un test hors compétition le mois précédent. Ils sont interdits de départ, puis licenciés de l'équipe. L'équipe qui risquait une suspension de toute compétition pendant une période de 15 à 45 jours, est finalement suspendue pendant 30 jours, jusqu'au 14 juillet 2017. Bardiani recrute Michael Bresciani en juin 2017, pour pallier les suspensions de ces deux coureurs. Le 25 juin, il participe au championnat d'Italie, sa seule  course avec l'équipe. Il est contrôlé positif à un diurétique à l'issue de la course. Bresciani a expliqué que son test positif a été déclenché par la contamination d'un médicament que sa mère prend. L'Union cycliste internationale (UCI) a accepté l'explication selon laquelle sa mère avait besoin de furosémide pour une maladie. Il est finalement suspendu deux mois par l'UCI et peut reprendre la compétition en 2018.

## Classements UCI
Avant 1998, les équipes cyclistes sont classées dans une unique division par l'UCI. De 1999 à 2004, l'équipe est classée parmi les Groupes Sportifs II, la deuxième catégorie des équipes cyclistes professionnelles. Les classements détaillés ci-dessous pour cette période sont ceux de la formation en fin de saison.
| Saison | Classement par équipes | Meilleur coureur au classement individuel |
| ------ | ---------------------- | ----------------------------------------- |
| 1995   | 25e                    | Michele Coppolillo (116e)                 |
| 1996   | 16e                    | Fabrizio Guidi (17e)                      |
| 1997   | 19e                    | Biagio Conte (54e)                        |
| 1998   | 26e                    | Filippo Casagrande (183e)                 |
| 1999   | 7e (GSII)              | Niklas Axelsson (96e)                     |
| 2000   | 15e (GSII)             | Niklas Axelsson (156e)                    |
| 2001   | 13e (GSII)             | Giuliano Figueras (25e)                   |
| 2002   | 10e (GSII)             | Julio Alberto Pérez Cuapio (120e)         |
| 2003   | 5e (GSII)              | Luca Mazzanti (108e)                      |
| 2004   | 4e (GSII)              | Luca Mazzanti (73e)                       |

L'équipe participe aux différents circuits continentaux et en particulier les courses de l'UCI Europe Tour depuis sa création en 2005. Le tableau ci-dessous présente les classements de l'équipe sur ces circuits, ainsi que son meilleur coureur au classement individuel.
UCI Africa Tour
| UCI Africa Tour | UCI Africa Tour        | UCI Africa Tour                           | UCI Africa Tour |
| Année           | Classement par équipes | Meilleur coureur au classement individuel |                 |
| --------------- | ---------------------- | ----------------------------------------- | --------------- |
| 2022            | -                      | Henok Mulubrhan (4e)                      |                 |
| 2023            | -                      | Henok Mulubrhan (1er)                     |                 |
|                 |                        |                                           |                 |
| Source : UCI    |                        |                                           |                 |

UCI America Tour
| UCI America Tour | UCI America Tour       | UCI America Tour                          | UCI America Tour |
| Année            | Classement par équipes | Meilleur coureur au classement individuel |                  |
| ---------------- | ---------------------- | ----------------------------------------- | ---------------- |
| 2009             | 37e                    | Guillermo Rubén Bongiorno (281e)          |                  |
| 2012             | 47e                    | Sonny Colbrelli (393e)                    |                  |
| 2013             | 26e                    | Sacha Modolo (70e)                        |                  |
| 2014             | 26e                    | Sacha Modolo (70e)                        |                  |
| 2015             | 33e                    | Sonny Colbrelli (139e)                    |                  |
| 2017             | 19e                    | Giulio Ciccone (28e)                      |                  |
| 2023             | -                      | Vicente Rojas (47e)                       |                  |
|                  |                        |                                           |                  |
| Source : UCI     |                        |                                           |                  |

UCI Asia Tour
| UCI Asia Tour | UCI Asia Tour          | UCI Asia Tour                             | UCI Asia Tour |
| Année         | Classement par équipes | Meilleur coureur au classement individuel |               |
| ------------- | ---------------------- | ----------------------------------------- | ------------- |
| 2005          | 5e                     | Graeme Brown (6e)                         |               |
| 2007          | 13e                    | Maximiliano Richeze (16e)                 |               |
| 2009          | 37e                    | Guillermo Rubén Bongiorno (140e)          |               |
| 2011          | 17e                    | Sacha Modolo (41e)                        |               |
| 2012          | 30e                    | Sonny Colbrelli (99e)                     |               |
| 2013          | 15e                    | Sacha Modolo (12e)                        |               |
| 2014          | 47e                    | Sonny Colbrelli (133e)                    |               |
| 2015          | 49e                    | Luca Chirico (126e)                       |               |
| 2016          | 60e                    | Luca Chirico (185e)                       |               |
| 2017          | 52e                    | Enrico Barbin (151e)                      |               |
| 2018          | 53e                    | Andrea Guardini (162e)                    |               |
|               |                        |                                           |               |
| Source : UCI  |                        |                                           |               |

UCI Europe Tour
| UCI Europe Tour | UCI Europe Tour        | UCI Europe Tour                           | UCI Europe Tour |
| Année           | Classement par équipes | Meilleur coureur au classement individuel |                 |
| --------------- | ---------------------- | ----------------------------------------- | --------------- |
| 2005            | 1er                    | Luca Mazzanti (7e)                        |                 |
| 2006            | 6e                     | Luca Mazzanti (5e)                        |                 |
| 2007            | 3e                     | Luca Mazzanti (2e)                        |                 |
| 2008            | 15e                    | Maximiliano Richeze (56e)                 |                 |
| 2009            | 18e                    | Domenico Pozzovivo (37e)                  |                 |
| 2010            | 7e                     | Domenico Pozzovivo (4e)                   |                 |
| 2011            | 3e                     | Sacha Modolo (9e)                         |                 |
| 2012            | 11e                    | Domenico Pozzovivo (8e)                   |                 |
| 2013            | 12e                    | Sacha Modolo (19e)                        |                 |
| 2014            | 6e                     | Sonny Colbrelli (2e)                      |                 |
| 2015            | 22e                    | Sonny Colbrelli (11e)                     |                 |
| 2016            | 6e                     | Sonny Colbrelli (3e)                      |                 |
| 2017            | 66e                    | Giulio Ciccone (318e)                     |                 |
| 2018            | 26e                    | Giulio Ciccone (77e)                      |                 |
| 2019            | 42e                    | Lorenzo Rota (402e)                       |                 |
| 2020            | 33e                    | Daniel Savini (426e)                      |                 |
| 2021            | 10e                    | Filippo Zana (113e)                       |                 |
| 2022            | 10e                    | Filippo Zana (138e)                       |                 |
| 2023            | 6e                     | -                                         |                 |
| 2024            | -                      | Giulio Pellizzari (95e)                   |                 |
|                 |                        |                                           |                 |
| Source : UCI    |                        |                                           |                 |

UCI Oceania Tour
| UCI Oceania Tour | UCI Oceania Tour       | UCI Oceania Tour                          | UCI Oceania Tour |
| Année            | Classement par équipes | Meilleur coureur au classement individuel |                  |
| ---------------- | ---------------------- | ----------------------------------------- | ---------------- |
| 2005             | 3e                     | Paride Grillo (5e)                        |                  |
| 2006             | 24e                    | Brett Lancaster (49e)                     |                  |
|                  |                        |                                           |                  |
| Source : UCI     |                        |                                           |                  |

En 2010, l'équipe est également classée au classement mondial UCI.
| Calendrier mondial | Calendrier mondial     | Calendrier mondial                        | Calendrier mondial |
| Année              | Classement par équipes | Meilleur coureur au classement individuel |                    |
| ------------------ | ---------------------- | ----------------------------------------- | ------------------ |
| 2010               | 25e                    | Sacha Modolo (75e)                        |                    |
|                    |                        |                                           |                    |
| Source : UCI       |                        |                                           |                    |

En 2016, le Classement mondial UCI qui prend en compte toutes les épreuves UCI est mis en place parallèlement à l'UCI World Tour et aux circuits continentaux. Il remplace définitivement l'UCI World Tour en 2019.
| Classement mondial | Classement mondial     | Classement mondial                        | Classement mondial |
| Année              | Classement par équipes | Meilleur coureur au classement individuel |                    |
| ------------------ | ---------------------- | ----------------------------------------- | ------------------ |
| 2016               | -                      | Sonny Colbrelli (16e)                     |                    |
| 2017               | -                      | Giulio Ciccone (332e)                     |                    |
| 2018               | -                      | Giulio Ciccone (158e)                     |                    |
| 2019               | 76e                    | Lorenzo Rota (524e)                       |                    |
| 2020               | 57e                    | Daniel Savini (519e)                      |                    |
| 2021               | 29e                    | Filippo Zana (133e)                       |                    |
| 2022               | 29e                    | Henok Mulubrhan (155e)                    |                    |
| 2023               | 24e                    | Henok Mulubrhan (107e)                    |                    |
| 2024               | 27e                    | Giulio Pellizzari (120e)                  |                    |
|                    |                        |                                           |                    |
| Source : UCI       |                        |                                           |                    |

## Principales victoires

### Courses d'un jour
- Milan-Turin : 1985 (Daniele Caroli)
- Tour de Campanie : 1985 (Daniele Caroli)
- Coppa Sabatini : 1992 (Stefano Zanini), 2014, 2016 (Sonny Colbrelli)
- Tour de l'Etna : 1994 (Stefano Zanini)
- Grand Prix de Lugano : 1996 (Amilcare Tronca), 2007 (Luca Mazzanti)
- Trois vallées varésines : 1995 (Fabrizio Guidi), 2016 (Sonny Colbrelli)
- Grand Prix du canton d'Argovie : 1996 (Fabrizio Guidi)
- Grand Prix de l'industrie et du commerce de Prato : 1996 (Fabrizio Guidi), 2002 (Vladimir Duma)
- Grand Prix de la côte étrusque : 1996 (Fabrizio Guidi), 1997 (Biagio Conte)
- Coppa Agostoni : 1997 (Massimo Apollonio), 2011 (Sacha Modolo), 2016 (Sonny Colbrelli)
- Gran Premio Industria e Commercio Artigianato Carnaghese : 1997 (Francesco Secchiari)
- Tour de Toscane : 1998 (Francesco Secchiari)
- Tour du lac Majeur : 1999 (Gabriele Balducci)
- Trophée Matteotti : 2000 (Yauheni Seniushkin)
- Tour de Vénétie : 2001 (Giuliano Figueras)
- Tour des Apennins : 2002 (Giuliano Figueras), 2014 (Sonny Colbrelli), 2018 (Giulio Ciccone)
- Grand Prix de Chiasso : 2003 (Giuliano Figueras)
- Trophée de la ville de Castelfidardo : 2004 (Emanuele Sella)
- Florence-Pistoia : 2004, 2005 (Sergiy Matveyev)
- Tour de la province de Reggio de Calabre : 2005 (Guillermo Bongiorno), 2009 (Fortunato Baliani)
- Giro d'Oro : 2005 (Luca Mazzanti)
- Grand Prix de l'industrie et de l'artisanat de Larciano : 2005 (Luca Mazzanti)
- Grand Prix Fred Mengoni :  2005 (Luca Mazzanti)
- Grand Prix de la ville de Modène : 2005 (Guillermo Bongiorno)
- Grand Prix de Rennes : 2006 (Paride Grillo), 2007 (Sergiy Matveyev)
- Subida al Naranco : 2006 (Fortunato Baliani)
- Grand Prix de la ville de Camaiore : 2007 (Fortunato Baliani)
- Grand Prix Nobili Rubinetterie : 2007 (Luis Felipe Laverde), 2010 (Gianluca Brambilla)
- Hel van het Mergelland : 2009 (Mauro Finetto)
- Coppa Bernocchi : 2010 (Gianluca Brambilla), 2012, 2013 (Sacha Modolo)
- Memorial Marco Pantani : 2013 (Sacha Modolo), 2014 (Sonny Colbrelli)
- Grand Prix Bruno Beghelli : 2015 (Sonny Colbrelli), 2016 (Nicola Ruffoni)
- Grand Prix Alanya : 2021 (Davide Gabburo), 2022 (Alessio Martinelli)
- Poreč Trophy : 2021 (Filippo Fiorelli)
- Grand Prix Slovenian Istria : 2021 (Mirco Maestri)
- GP Slovenia : 2021 (Mirco Maestri)
- Trofeo Piva : 2022 (Martin Marcellusi)
- Grand Prix Industrie del Marmo : 2022 (Alessio Martinelli)
- Coppa della Pace : 2023 (Matteo Scalco)
- Giro del Medio Brenta : 2023 (Giulio Pellizzari)
- Muur Classic Geraardsbergen : 2023 (Filippo Magli)
- Gran Premio Palio del Recioto : 2024 (Alessandro Pinarello)

### Courses par étapes
- Tour du Danemark : 1986 (Jesper Worre), 1996 (Fabrizio Guidi)
- Semaine cycliste lombarde : 2003 (Julio Alberto Pérez Cuapio)
- Semaine internationale Coppi et Bartali : 2004 (Giuliano Figueras)
- Brixia Tour : 2005 (Emanuele Sella) et 2010 (Domenico Pozzovivo)
- Tour du Trentin : 2005 (Julio Alberto Pérez Cuapio, 2012 (Domenico Pozzovivo)
- Tour du Limousin : 2015 (Sonny Colbrelli)
- International Tour of Rhodes : 2018 (Mirco Maestri)
- Sazka Tour : 2021 (Filippo Zana)
- Adriatica Ionica Race : 2022 (Filippo Zana)
- Tour du Rwanda : 2023 (Henok Mulubrhan)
- Tour du lac Qinghai : 2023 (Henok Mulubrhan)

### Championnats nationaux
- Championnats d'Australie sur route : 1

Logo de l'équipe en 2007

Logo de l'équipe en 2008

  - Contre-la-montre : 2002 (Nathan O'Neill)
- Championnats d'Italie sur route : 2
  - Course en ligne : 1993 et 1994 (Massimo Podenzana)
- Championnats d'Ukraine sur route : 3
  - Course en ligne : 1998 et 2000 (Vladimir Duma)
  - Contre-la-montre : 2003 (Sergiy Matveyev)
- Championnats d'Italie sur piste : 1
  - Vitesse individuelle : 1987 (Ottavio Dazzan)
- Championnats d'Autriche de cyclo-cross : 1
  - Élites : 2000 (Gerrit Glomser)

## Bilan sur les grands tours
- Tour de France :
  - 1 participation (1985)
  - 0 victoire d'étape
  - 0 victoire finale
  - Meilleur classement : 27e en 1985 (Lucien Van Impe)
  - 0 classement annexe
- Tour d'Italie
  - 43 participations (1982, 1983, 1984, 1985, 1986, 1987, 1988, 1989, 1990, 1991, 1992, 1993, 1994, 1995, 1996, 1997, 1998, 1999, 2000, 2001, 2002, 2003, 2004, 2005, 2006, 2007, 2008, 2010, 2011, 2012, 2013, 2014, 2015, 2016, 2017, 2018, 2019, 2020, 2021, 2022, 2023, 2024, 2025)
  - 25 victoires d'étapes :
    - 1 en 1988 : Patrizio Gambirasio
    - 2 en 1990 : Stefano Allocchio (2)
    - 1 en 1993 : Fabiano Fontanelli
    - 1 en 1994 : Stefano Zanini
    - 1 en 2001 : Julio Alberto Pérez Cuapio
    - 2 en 2002 : Julio Alberto Perez Cuapio (2)
    - 1 en 2004 : Emanuele Sella
    - 2 en 2005 : Brett Lancaster, Luca Mazzanti
    - 1 en 2006 : Luis Felipe Laverde
    - 1 en 2007 : Luis Felipe Laverde
    - 4 en 2008 : Emanuele Sella (3), Matteo Priamo
    - 1 en 2010 : Manuel Belletti
    - 1 en 2012 : Domenico Pozzovivo
    - 1 en 2013 : Enrico Battaglin
    - 3 en 2014 : Marco Canola, Enrico Battaglin et Stefano Pirazzi
    - 1 en 2015 : Nicola Boem
    - 1 en 2016 : Giulio Ciccone

  - 0 victoire finale
  - Meilleur classement : 6e en 1999 (Niklas Axelsson) et 2008 (Emanuele Sella)
  - 7 classements annexes
    - 1987 : Meilleur jeune (Roberto Conti)
    - 1996 : Classement par points (Fabrizio Guidi)
    - 2002 : Classement de la montagne (Julio Alberto Pérez Cuapio)
    - 2008 : Classement de la montagne (Emanuele Sella)
    - 2008 : Combativité (Emanuele Sella)
    - 2008 : Classement par équipes aux temps
    - 2013 : Classement de la montagne (Stefano Pirazzi)
- Tour d'Espagne
  - 5 participations (1993, 1994, 1996, 1997, 2001)
  - 2 victoires d'étapes :
    - 2 en 1996 : Biagio Conte (2)

  - 0 victoire finale
  - Meilleur classement : 25e en 1996 (Massimo Apollonio)
  - 0 classement annexe

## VF Group-Bardiani CSF-Faizané en 2025
Effectif
| Effectif 2025            | Effectif 2025     | Effectif 2025 | Effectif 2025                          |
| Cycliste                 | Date de naissance | Pays          | Équipe précédente                      |
| ------------------------ | ----------------- | ------------- | -------------------------------------- |
| Federico Biagini         | 20 juin 2003      | Italie        | Zalf Euromobil Fior (2023)             |
| Filippo Cettolin         | 23 juin 2006      | Italie        |                                        |
| Luca Colnaghi            | 14 janvier 1999   | Italie        | Zalf Euromobil Fior (2021)             |
| Lorenzo Conforti         | 22 mai 2004       | Italie        |                                        |
| Luca Covili              | 10 février 1997   | Italie        | Mastromarco Sensi Nibali (2018)        |
| Edward Cruz              | 5 juillet 2006    | Colombie      |                                        |
| Santiago Ferraro         | 20 septembre 2006 | Italie        |                                        |
| Filippo Fiorelli         | 19 novembre 1994  | Italie        | Delio Gallina-Colosio (2016)           |
| Martín Herreño           | 13 septembre 2006 | Colombie      | Team F.lli Giorgi ASD (2024)           |
| Filippo Magli            | 29 avril 1999     | Italie        |                                        |
| Martin Marcellusi        | 5 avril 2000      | Italie        |                                        |
| Alessio Martinelli       | 26 avril 2001     | Italie        | Colpack-Ballan (2021)                  |
| Andrea Montagner         | 15 février 2006   | Italie        |                                        |
| Luca Paletti             | 5 juin 2004       | Italie        |                                        |
| Alessandro Pinarello     | 12 juillet 2003   | Italie        |                                        |
| Mattia Pinazzi           | 4 avril 2001      | Italie        | Arvedi Cycling (2023)                  |
| Vicente Rojas            | 30 avril 2002     | Chili         | Swift Carbon Pro Cycling Brasil (2022) |
| Matteo Scalco            | 25 juin 2004      | Italie        |                                        |
| Mattia Stenico           | 26 septembre 2006 | Italie        | Team F.lli Giorgi ASD (2024)           |
| Manuele Tarozzi          | 20 juin 1998      | Italie        | #inEmiliaRomagna Cycling Team (2021)   |
| Alex Tolio               | 30 mars 2000      | Italie        | Zalf Euromobil Fior (2021)             |
| Filippo Turconi          | 20 octobre 2005   | Italie        |                                        |
| Enrico Zanoncello        | 2 août 1997       | Italie        | Zalf Euromobil Désirée Fior (2020)     |
|                          |                   |               |                                        |
| Source : ProCyclingStats |                   |               |                                        |

Victoires
| Victoires | Victoires                                | Victoires | Victoires | Victoires       | Victoires |
| Date      | Course                                   | Pays      | Classe    | Vainqueur       |           |
| --------- | ---------------------------------------- | --------- | --------- | --------------- | --------- |
| 6 avr.    | Trofeo Piva                              | Italie    | 1.2U      | Filippo Turconi |           |
| 12 avr.   | Tour de la province de Reggio de Calabre | Italie    | 1.1       | Luca Colnaghi   |           |

## Saisons précédentes

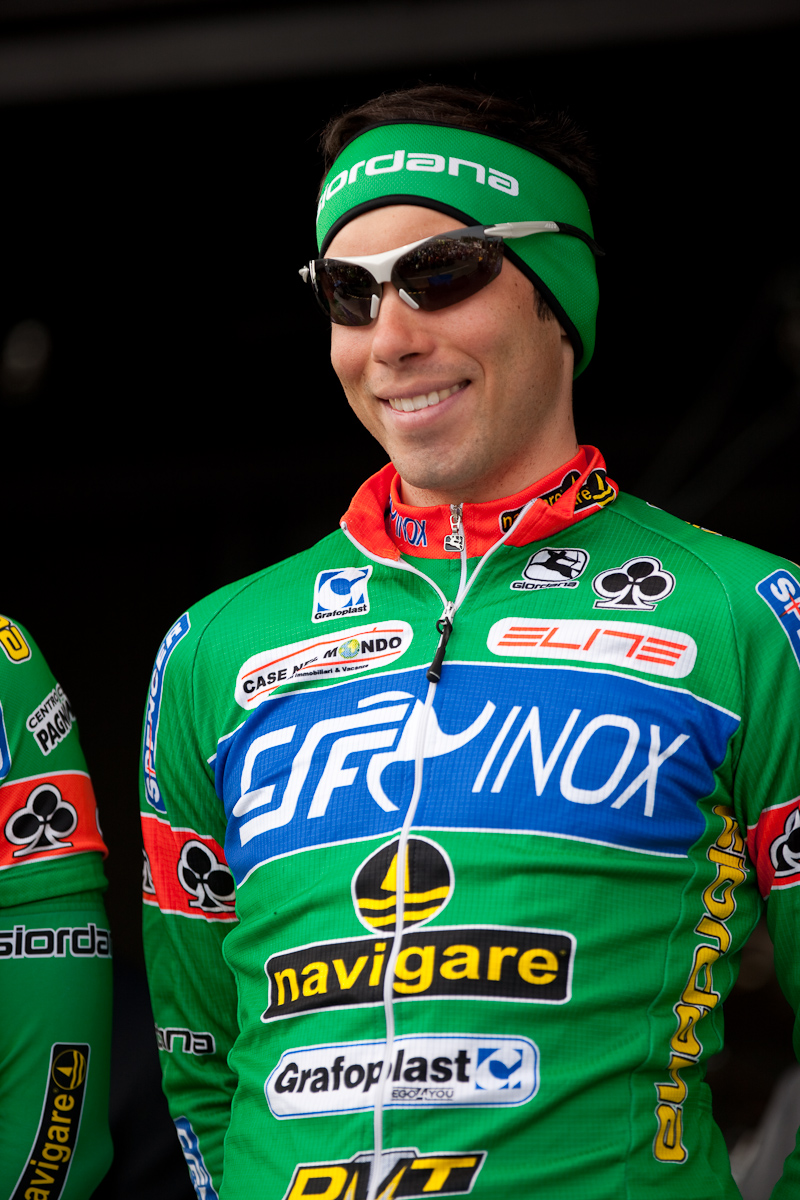
Marcello Pavarin avec le maillot de l'équipe 2009

- Bardiani CSF en 2014
- Bardiani CSF en 2015
- Bardiani CSF en 2016
- Bardiani CSF en 2017
- Bardiani CSF en 2018
- Bardiani CSF en 2019